# Santa Maria in Turri

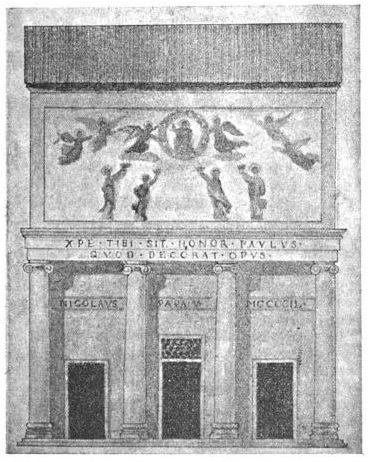
Fachada de Santa Maria in Turri segundo os relatos históricos

Santa Maria in Turri era uma das quatro igrejas que ficavam ao lado do átrio da Antiga Basílica de São Pedro, onde hoje está a Praça de São Pedro, no Vaticano. As outras eram Santa Maria della Febbre, Sant'Apollinare ad Palmata e San Vincenzo Hierusalem. Todas foram demolidas para permitir a construção da nova basílica no início do século XVII, com exceção de Santa Maria della Febbre, que foi transformada em sacristia.

## Nome
Além de "in Turri" ("na torre"), outros epítetos para esta igreja era, "ad Grada" ou "ad Gradus" ("nos degraus"), "ante Salvatorem" (uma referência a uma famosa imagem do Salvador nas imediações), "in Atrio" e "in Medium" (de origem obscura). Mariano Armellini acrescenta ainda "in atriano", "in terrione", "in arrano" e "in laborario", mas sem explicar seus significados. Numa descrição da basílica do século VIII, ela é chamada de Santa Maria quae Nova Dicitur" ("dita «a Nova»"), o que ajuda a datar a estrutura.

## História
Esta igreja tem sua origem numa antiga estrutura quadrada que ficava sob a torre da basílica perto da entrada para o átrio. A torre foi construída, segundo o Liber Pontificalis, pelo papa Estêvão II (r. 752-757), que a "recobriu com pedaços de ouro e prata" (o que provavelmente significa que ela contava com uma decoração em mosaico nestas cores) e três sinos, que serviam de alarme de segurança. A torre era também, segundo De Rossi, decorada com uma inscrição poética:
| “ | Stephanus referat quas venerare fores Haec tuta est turris trepidis obiecta superbis Elata excludens, mitia corda tegens | ” |

A igreja provavelmente foi construída juntamente com a torre e sua fachada coincidia com a da igreja, ou seja, com a frente do átrio e com portas de bronze segundo Armellini.

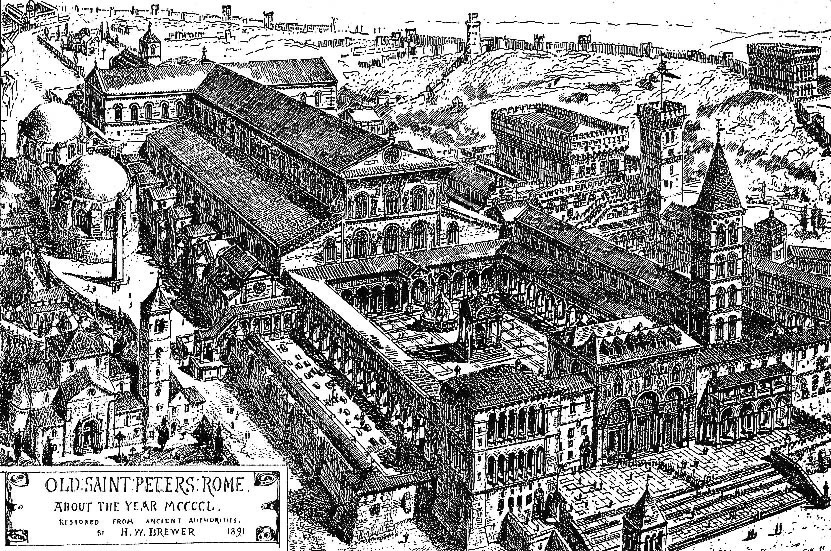
Gravura da Antiga Basílica de São Pedro em 1450, com a torre em destaque à direita.

O papa Paulo I (r. 757–767) decorou a fachada com um mosaico que o antiquário Giacomo Grimaldi viu e registrou parcialmente. Este mesmo mosaico foi mencionado no Codex Barberini XXXIV, 50 (Fol. 153v. e 154, 154v.), no qual a igreja é referida como "Ecclesia S. Mariae in turri supra gradus anteriores scalarum veteris basilicae Vaticanae, cuius frons musivo opere ornata fuit a Sancto Paulo papa primo, qui sedit anno 757" ("A igreja de Santa Maria in Turri sobre os degraus anteriores da antiga Basílica Vaticana, a frente da qual foi adornada com um mosaico pelo papa São Paulo I, que reinava no ano de 757").
Na igreja propriamente dita havia uma inscrição dedicatória sobre o mosaico da fachada com os seguintes dizeres: "Christe tibi sit honor Paulus quod decorat opus". O mosaico representava a "Ascensão de Cristo" do jeito tradicional da época, segundo o qual Cristo aparece no meio de uma grande nuvem sendo carregado por anjos. Na base da cena estavam os doze Apóstolos em um grupo, muito parecido com o mosaico da igreja inferior da Basílica de São Clemente, que foi encomendada por Paulo I. Mais tarde, a fachada foi alterada numa reforma ocorrida durante o pontificado do papa Nicolau V (r. 1447–1455), cujo nome apareceu sobre a entrada por volta de 1450.
Durante o pontificado do papa Adriano I (r. 772–795), a igreja foi chamada de S. Maria in Atrio e, durante este período, havia ali uma diaconia destinada à distribuição de esmolas. Séculos mais tarde, um certo papa Inocêncio (provavelmente papa Inocêncio II, que consagrou muitas igrejas na cidade em seu nome em 1143) reconsagrou a igreja. Foi para comemorar este evento que uma inscrição foi escava no altar em versos leoninos, mais tarde relatada também por Grimaldi:
| “ | Est in honore piae domus ista sacrata Mariae Hoc Innocenti te presule perficienti Cui suberat | ” |

Em 8 de junho de 1555, o papa Adriano IV coroou Frederico Barbarossa imperador do Sacro Império Romano-Germânico na Antiga Basílica de São Pedro. Barbarossa seguiu em seguida até a igreja, onde ele se ajoelhou diante do papa e prometeu proteger e defender a Santa Igreja Católica.

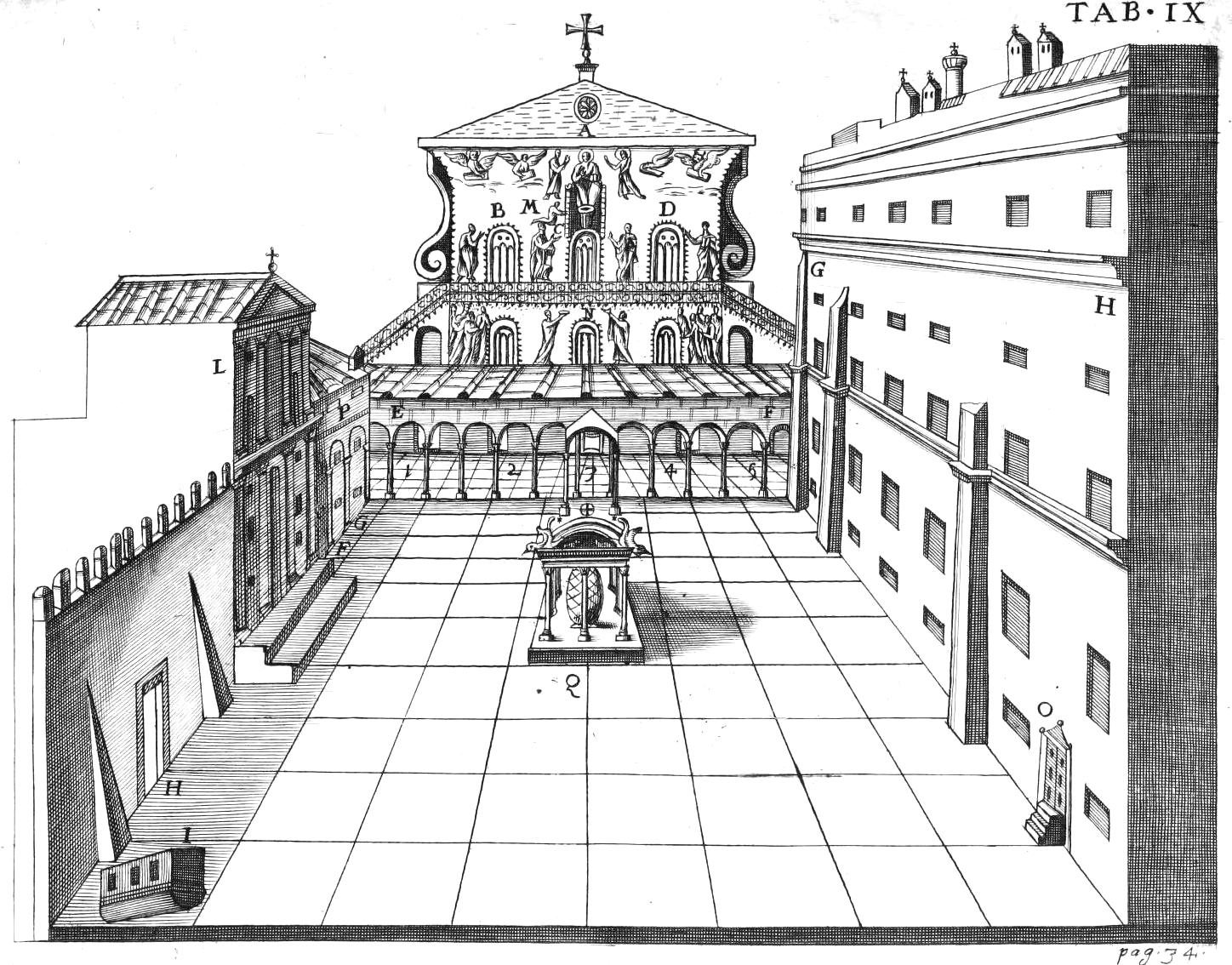
O átrio da Antiga Basílica de São Pedro, a partir de onde se chegava à igreja. No centro, o Pignone, que hoje está no Cortile della Pigna, nos Museus Vaticanos.

Porém, ele foi obrigado a atacar a cidade mais tarde, em 1167. Foi nesta época que um importante episódio da História da Igreja ocorreu. Durante o ataque de Barbarossa à basílica, a pequena igreja se transformou num posto da defesa; apesar disto, no final, ela acabou sendo incendiada e se arruinou (em latim: penitus combusta et dissipata). Muitas foram as perdas entre as obras de arte, incluindo a já mencionada imagem do Salvador: era uma cópia da imagem do Véu de Verônica que ainda está na basílica. A planta da basílica, segundo Tiberio Alfarano (r. 1525–1596) mostra a igreja, mas, nesta época, ela provavelmente já estava em ruínas e abandonada.
Seja como for, a igreja acabou sendo demolida para abrir espaço para a construção do  Peter's Basilica nos século seguintes.

## Descrição
O historiador Onofrio Panvinio (1529–1568) descreveu quatro oratórios ou pequenas igrejas que ainda existiam em seu tempo à volta da Antiga Basílica de São Pedro. Eles foram construídos no quadripórticos que rodeia o átrio (em italiano:  paradiso) do complexo. Santa Maria in Turri ficava do lado leste da entrada; à direita, no canto, Sant'Apollinare ad Palmata. Adiante destas duas, de frente para elas no pórtico imediatamente em frente da basílica, San Vincenzo Hierusalem, que ficava imediatamente à direita da esquina, e Santa Maria della Febbre, que ficava onde o antigo secretarium ficava (também chamado de Oratorium San Gregorii por causa da proximidade do túmulo de São Gregório Magno).

## Função
A igreja de Santa Maria in Turri é geralmente mencionada em relação com a procissão com as palmas no Domingo de Ramos, a procissão com velas na festa da Purificação e em outras ocasiões similares. Ela tinha também uma importância especial durante as coroações de imperadores do Sacro Império. Durante o evento, o rei que estava prestes a ser coroado recebia o papa na praça diante dos degraus e se encaminhava para a igreja; com sua mão nos Evangelhos, ele então realizava seu juramento de fidelidade. Logo depois, no mesmo lugar, o cônego da basílica "o recebia como irmão", o que significava que ele era aceito no capítulo, e o vestia com as vestes imperiais. Completada a cerimônia, eles seguiam com ele até a porta de prata da basílica sob o canto de "Petre amas me".
Ao lado da igreja de Santa Maria, o imperador construiu o "Palatinus Caroli", que era uma residência imperial. Ela foi construída durante o pontificado do papa Leão III (r. 795–816). O imperador ficava hospedado ali e realizava julgamentos no local. Otão II o utilizou como residência na cidade e, notavelmente, morreu no local.